# 庫庫爾山
48°12′56″N 24°32′43″E / 48.21556°N 24.54528°E

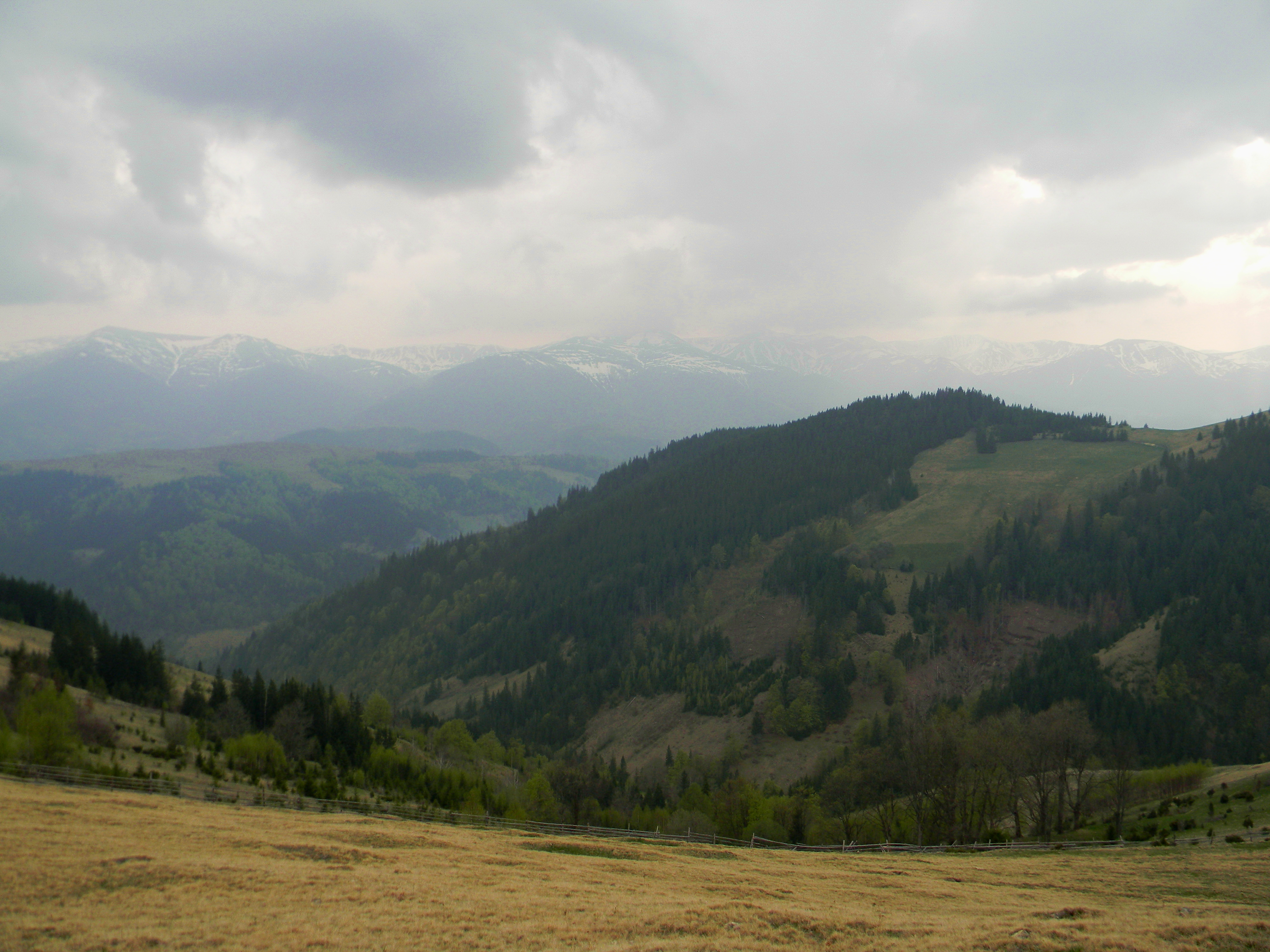

庫庫爾山是烏克蘭的山峰，位於該國西部，處於伊萬諾-弗蘭科夫斯克州和外喀爾巴阡州接壤的邊界，屬於烏克蘭喀爾巴阡山脈中喬爾諾戈拉山脈的一部分，海拔高度1,539米。